# The Sisterhood of the Traveling Pants
The Sisterhood of the Traveling Pants (Nederlands: 4 vriendinnen 1 spijkerbroek) is een Amerikaanse film uit 2005 die is gebaseerd op het gelijknamige boek van Ann Brashares. Er zijn wel veel details in de film die niet overeenkomen met het boek, dat deel uitmaakt van een serie met meerdere delen. Op 11 oktober 2005 werd de dvd in de VS uitgebracht. In 2008 verscheen de vervolgfilm The Sisterhood of the Traveling Pants 2.

## Verhaal

### Het begin
Vier zestienjarige meisjes zijn al sinds hun kindertijd onafscheidelijk. De komende zomer zullen ze echter apart doorbrengen. Lena gaat naar haar grootouders in Griekenland, Bridget gaat op  voetbalkamp in Mexico, Carmen gaat naar haar vader in South Carolina en Tibby blijft thuis en gaat werken in een supermarkt. Carmen had een paar maanden terug samen met Lena een broek gekocht bij een tweedehands zaak, zonder erbij na te denken. De namiddag voor het vertrek zagen ze hem in Carmens kast liggen. De spijkerbroek past hen vreemd genoeg alle vier perfect, ondanks dat ze niet even groot zijn of hetzelfde figuur hebben. Ze besluiten de broek naar elkaar op te sturen terwijl ze uit elkaar zijn. Lena krijgt de broek als eerste en neemt hem mee naar Griekenland. Ze stuurt de broek tweemaal door: de eerste keer naar Tibby en de tweede keer naar Bridget.

### Lena
Lena's grootouders wonen op het idyllische eiland Santorini, vlak bij de zee. De gesloten Lena houdt zich er bezig met tekenen. Als ze daarmee bezig is - terwijl ze de broek aanheeft - op een dok valt ze
plots in het water. Onder water zit haar broek vast om een kabel. Een jongeman redt haar en brengt haar naar zijn vissersboot. Zijn naam is Kostas Dounas en hij is net als zij een Griek die
in de VS opgroeide maar terugkeerde nadat zijn ouders omkwamen bij een verkeersongeval. Kostas wil Lena beter leren kennen. Zij houdt eerst de boot af maar hij blijft aandringen. Als Lena's grootouders een paar dagen later te weten komen dat Lena en Kostas vrienden zijn, ontstaat er ruzie. Er is een oude familievete tussen de familie van Lena en die van Kostas. Lena moet van haar grootmoeder beloven Kostas niet meer te zien, maar ze zien elkaar toch en krijgen gevoelens voor elkaar. Later zijn ze aan het dansen als Lena's familie binnenstormt en die Kostas ruw van Lena afduwt. Tegen het einde van de vakantie overtuigt Lena haar grootvader ervan dat een oude vete haar en Kostas niet in de weg mag staan. Die zegt daarop dat ze naar hem toe mag gaan. Met een bromfiets rijdt ze naar de kade waar hij al op een veerboot staat. Hij studeert immers aan de universiteit van Athene. Lena zegt dat ze van hem houdt en ze kussen elkaar.

### Tibby
Tibby is een beetje de rebel van de vier. Ze is van plan tijdens de zomer een documentaire te maken over gewone mensen. Om nieuw filmmateriaal te kunnen kopen gaat ze in de supermarkt Wallman's werken. Op een dag is ze producten aan het labelen als ze een klap hoort. Ze gaat kijken en vindt een bewusteloos meisje. Er wordt een ziekenwagen gebeld en het meisje wordt weggevoerd.
Later wordt er thuis aangebeld en staat het meisje, Bailey, voor de deur met een pakje voor Tibby dat per ongeluk bij haar thuis werd afgeleverd. In dat pakje zit de broek die is doorgestuurd door Lena. De twaalfjarige Bailey is geïntrigeerd door Tibby's filmhobby en benoemt zichzelf tot haar assistente. Tibby vindt haar eerst maar lastig, maar de twee worden toch vriendinnen. Bailey blijkt erg vaardig in het interviewen van mensen voor de documentaire.
Als Tibby later Bailey gaat opzoeken, hoort ze van haar buren dat ze leukemie heeft en in het ziekenhuis ligt. Na lang aarzelen gaat ze haar daar opzoeken. Ze neemt de broek mee en geeft die aan haar omdat het een magische broek is die haar kan helpen. Bailey zegt dat de magie van de broek al gewerkt heeft door hen samen te brengen. Niet veel later krijgt Tibby thuis telefoon met de boodschap dat Bailey is overleden. Ze vindt hierna nog een videoboodschap die Bailey haar heeft nagelaten.

### Bridget
De ambitieuze en licht arrogante Bridget gaat met de bus naar een voetbalkamp in Mexico. Daar merkt ze Eric op, een jonge coach. Er wordt haar verteld dat relaties met de coaches verboden zijn, maar daar trekt Bridget zich niets van aan. Ze stelt zich tot doel een relatie met Eric te beginnen. Ze begint met hem te flirten en te praten maar hij vindt haar te jong. Nadat Bridget de broek ontvangen heeft, loopt ze ermee langs Erics slaapplaats naar het strand. Eric loopt haar achterna en daar beginnen ze te praten om dan te kussen.
Ondanks dat ze haar doel bereikt heeft, voelt Bridget zich hierna leeg. Dat schrijft ze ook in de brief die ze bij de broek voegt als ze die naar Lena stuurt. Als ze na het kamp thuiskomt, is ze ongelukkig en lusteloos. Lena vindt de brief echter pas vlak voor ze zelf naar huis vertrekt. Zij belt onmiddellijk naar Carmen en die verwittigt Tibby dat Bridget hen nodig heeft en ze gaan haar troosten. De volgende dag gaat Bridgets hond ervandoor met de broek. Nog in haar pyjama gaat Bridget erachteraan. Daarbij loopt ze Eric tegen het lijf die ook naar haar op zoek is. Ze besluiten vrienden te worden. Eric zegt dat hij wil wachten tot Bridget twintig is en hoopt dat ze hem dan nog een kans wil geven.

### Carmen
Carmen heeft een moeder van Puerto Ricaanse afkomst en een blanke vader en is nogal begaan met haar gewicht. Daarom is ze ook erg verbaasd als de broek haar net als de drie anderen past. Ze woont bij haar moeder en ziet haar vader erg zelden. Dit jaar gaat ze echter de hele zomer bij hem doorbrengen waarover ze zeer enthousiast is, tot ze bij hem in de auto zit en blijkt dat hij verhuisd is. Bij hem thuis blijkt dat hij een nieuwe vriendin heeft met twee tienerkinderen en dat ze gaan trouwen. Ze laat doorschemeren dat alles in orde is, voelt zich buitengesloten als ze haar vader met zijn vriendin en haar kinderen gezellig aan tafel ziet zitten en ze een steen door het raam gooit. Met de bus gaat ze terug naar huis waar ze wordt opgevangen door Tibby. Die overtuigt haar ervan haar vader te bellen om te zeggen dat ze kwaad op hem is en tijdens dat gesprek barst ze in tranen uit. Later krijgt Carmen telefoon van Lena en gaat ze samen met Tibby Bridget troosten.
Op het einde haalt Tibby Carmen over om naar het huwelijk van haar vader te gaan. Eerst verzet ze zich, maar dan gaan ze toch, waarbij Carmen de broek draagt. Als de vader Carmen ziet zitten, onderbreekt hij zijn huwelijk om zich te verontschuldigen voor het gebeurde en haar als getuige te vragen.

## Rolbezetting
| Acteur            | Personage           | Opmerkingen       |
| ----------------- | ------------------- | ----------------- |
| Amber Tamblyn     | Tibby Rollins       |                   |
| Alexis Bledel     | Lena Kaligaris      |                   |
| America Ferrera   | Carmen Lowell       |                   |
| Blake Lively      | Bridget Vreeland    |                   |
| Jenna Boyd        | Bailey Graffman     |                   |
| Bradley Whitford  | Al                  |                   |
| Nancy Travis      | Lydia Rodman        |                   |
| Rachel Ticotin    | Christina           | Moeder van Carmen |
| Mike Vogel        | Eric Richman        |                   |
| Michael Rady      | Kostos Dounas       |                   |
| Leonardo Nam      | Brian McBrian       |                   |
| Maria Konstadarou | Yia Yia             |                   |
| George Touliatos  | Grootvader van Lena |                   |
| Kyle Schmid       | Paul Rodman         |                   |
| Erica Hubbard     | Diana               |                   |
| Emily Tennant     | Krista Rodman       |                   |
| Ernie Lively      | Vader van Bridget   |                   |